# Galsvinta
Galsvinta je bila leta 567 in 568 kraljica frankovskega kraljestva Nevstrija, * 540,Toledo, Vizigotsko kraljestvo, † 568, Soissons, Nevstrija.
Bila je hčerka hispanskega vizigotskega kralja Atanagilda in kraljice Goisvinte. Imela je sestro Brunhildo, ki je bila kraljica Avstrazije in žena kralja Sigiberta I.. 
Leta 567 se je v Rouenu poročila z nevstrijskim kraljem Hilperikom I.. Po poroki je od moža zahtevala, da z dvora nažene vse svoje priležnice in prostitutke, med katerimi je bila tudi kraljeva ljubljenka Fredegunda. Njena zahteva ni bila všeč niti kralju niti Fredegundi in mlado kraljico so kmalu zatem umorili. Pobudo za njen umor je verjetno dala Fredegunda, s katero se je Hilperik nekaj dni kasneje poročil.
Leta 584 so umorili tudi Hilperika. Tudi njegov umor je morda naročila Fredegunda, zelo lahko pa bi bil tudi kdo drug, ker je bilo mnogo takih, ki so želeli njegovo smrt.
Galsvintina smrt je sprožila Brunhildino sovraštvo proti Hilperiku, ki je imelo za posledico približno štirideset let trajajočo vojno med frankovskima kraljestvoma Avstrazijo in Nevstrijo.

## Galsvinta v poeziji in glasbi
Poznolatinski pesnik Venancij Fortunat je Galsvinti v čast napisal dolgo pesnitev (Carmina VI.5). Glasbena skupina Leaves' Eyes ji je v albumu  Symphonies of the Night posvetila skladbo z naslovom  Galswintha.

## Vira
- Judith George. Venantius Fortunatus: Personal & Political Poems. Liverpool, 1995, str. 40 - 50.